# Увлечение инерциальных систем отсчёта

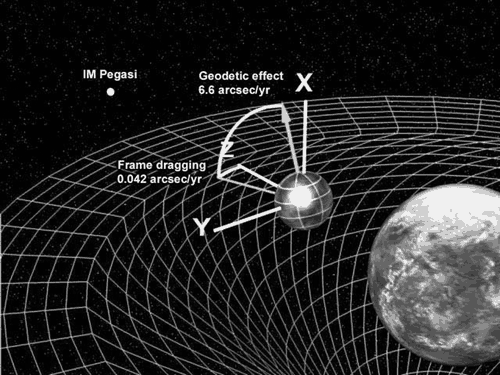
Геодезическая прецессия и увлечение инерциальной системы отсчёта

Увлече́ние инерциа́льных систе́м отсчёта, или эффе́кт Ле́нзе — Ти́рринга, — явление в общей теории относительности (ОТО), наблюдаемое вблизи вращающихся массивных тел. Эффект проявляется в появлении дополнительных ускорений, сходных с ускорением Кориолиса, то есть, в итоге, сил, действующих на пробные тела, двигающиеся в гравитационном поле.

## Эффект Лензе — Тирринга
Ускорение Кориолиса в ньютоновской механике зависит только от {\displaystyle {\vec {\omega }}} — угловой скорости неинерциальной системы отсчёта относительно инерциальной — и от линейной скорости пробной массы в неинерциальной системе отсчёта {\displaystyle {\vec {v}}}; оно равно
{\displaystyle {\vec {a}}=2{\vec {\omega }}\times {\vec {v}}.}
Йозеф Лензе и Ханс Тирринг в 1918 году показали, что кориолисово ускорение с учётом эффектов ОТО для расстояния {\displaystyle r} от вращающегося тела радиусом {\displaystyle R} массы {\displaystyle M} при {\displaystyle r/R\gg 1} имеет дополнительный компонент:
{\displaystyle {\vec {b}}=2{\vec {v}}\times {\vec {H}},}
где {\displaystyle {\vec {H}}={{2MGR^{2}} \over {5c^{2}r^{3}}}\left[{{\vec {\omega }}-3{{({\vec {\omega }}{\vec {r}}){\vec {r}}} \over {r^{2}}}}\right].}

## Экспериментальная проверка и наблюдения эффекта в астрофизике
Эффект Лензе — Тирринга наблюдается как прецессия плоскости орбиты пробной массы, обращающейся вокруг массивного вращающегося тела, либо как прецессия оси вращения гироскопа в окрестностях такого тела.
Впервые в мире эффект был измерен Иньяцио Чуфолини (итал. Ignazio Ciufolini) из итальянского университета Лечче и Эррикосом Павлисом (Erricos Pavlis) из Мерилендского университета, Балтимор, США. Их результаты были опубликованы в октябре 2004 года. Чуфолини и Павлис провели компьютерный анализ нескольких миллионов измерений дальности, полученных методом лазерной дальнометрии по уголковым отражателям на спутниках LAGEOS и LAGEOS II (LAser GEOdynamics Satellite), запущенных для изучения геодинамики и уточнения параметров гравитационного поля Земли. Обнаруженный средний поворот орбит спутников, вызванный эффектом Лензе — Тирринга, составляет 47,9 угловой микросекунды в год (mas/год), или 99 % от значения, предсказанного теорией Эйнштейна (48,2 mas/год), с оцененной погрешностью ±10 %. По мнению некоторых исследователей, реальная точность может быть порядка 20—30 %. Дж. Ренцетти опубликовал в 2013 году обзорную статью, посвященную попытке измерить эффект Лензе — Тирринга с использованием искусственных спутников Земли.
Для экспериментального подтверждения эффекта, вместе с другим, более существенным эффектом геодезической прецессии, американское космическое агентство NASA осуществило спутниковую программу Gravity Probe B. Космический аппарат GP-B успешно завершил свою программу в космосе. Первые результаты обнародованы в апреле 2007 года, но в связи с выявившимся лишь на орбите эффектом влияния вмороженного распределения электрических зарядов на гироскопах на их вращение точность обработки данных была недостаточна, чтобы выделить эффект (поворот оси на 0,039 угловой секунды в год в плоскости земного экватора). Учёт мешающих эффектов позволил выделить ожидаемый сигнал, окончательные результаты ожидались в декабре 2007 года, но анализ данных продлился до мая 2011 года. Окончательные итоги миссии были объявлены на пресс-конференции по NASA-TV 4 мая 2011 года и опубликованы в Physical Review Letters.
Результат Gravity Probe B оказался менее точным (хотя проектная погрешность должна была составлять порядка 1 %, влияние электрического заряда привело к ухудшению относительной погрешности измерения эффекта Лензе — Тирринга до ~20 %), однако тоже подтвердил предсказания ОТО. Измеренная величина геодезической прецессии и эффекта увлечения составила соответственно −6601,8 ± 18,3 mas/год и −37,2 ± 7,2 mas/год (ср. с предсказываемыми теоретическими значениями −6606,1 mas/год и −39,2 mas/год).
13 февраля 2012 года в 14:00 МСК ЕКА успешно осуществило запуск ракеты Vega c 9 различными спутниками на борту, одним из них был аппарат LARES, основной миссией которого является проверка эффекта Лензе — Тирринга. Существуют различные мнения о реальной точности, достижимой в такой миссии.